# Ordishia clagesi
Ordishia clagesi là một loài bướm đêm thuộc phân họ Arctiinae, họ Erebidae.